# Ay-Oh
Ay-Oh je vokální improvizace frontmana a zpěváka slavné britské rockové skupiny Queen, Freddieho Mercuryho. Nikdy nevyšla na žádném albu, je to tedy „skladba“, kterou bylo možné slyšet pouze na koncertech Queen.

## Vznik
Freddie Mercury si časem během koncertování se skupinou Queen publikum čím dál tím víc omotával kolem prstu. Diváci se jím nechali doslova strhnout. Začátkem 80. let (po roce 1980) právě Mercury dostal nápad jak si dav nadšených fanoušků ještě více podmanit. Na koncertech začal zpívat vokální improvizaci „Ay-Oh“ a publikum po něm opakovalo.

## Živá vystoupení
„Ay-Oh“ se na koncertech začalo objevovat kolem roků 1981–1982.
Ale nejúžasnější verze Ay-Oh byla na megakoncertě Live Aid v roce 1985, kdy s Freddiem Mercurym zpíval celý vyprodaný stadión Wembley, což bylo přibližně 160 tisíc lidí.

## Současnost
Zbylí členové Queen (Brian May a Roger Taylor) v současnosti vystupují s novým zpěvákem Adamem Lambertem pod jménem Queen + Adam Lambert. I když je Freddie Mercury od roku 1991 po smrti, i v současnosti dokáže dav diváků rozezpívat. Na koncertech Queen + Adam Lambert se ze záznamu pouští nahrávka „Ay-Oh“ z koncertu Live at Wembley z roku 1986 a publikum po Mercurym stále nadšeně opakuje.
Od vydání životopisného filmu Bohemian Rhapsody se Ay-Oh stalo velmi populární. Leč někdy i v neoriginální nahrávce (nezpíval ji Freddie Mercury) se „píseň“ pouští například na stadionech při nejrůznějších sportovních událostech.